# グリーンシャトー
競走馬におけるグリーンシャトーとは、
1. 日本の、1974年生まれの競走馬、繁殖牝馬。本項にて記述。
2. 日本の、1997年生まれの競走馬[1]。生涯7戦未勝利に終わっている。

グリーンシャトー（欧字名:Green Chateau、1974年2月10日 - 1987年7月30日）は、日本の競走馬、繁殖牝馬。競走馬としては大成できなかったが、繁殖牝馬としてタマモクロス、ミヤマポピーの2頭のGI勝ち馬を輩出した。

## 経歴
1976年11月に中央競馬で競走馬としてデビュー。重賞に出走することはなかったが条件戦で堅実に走り、6勝を挙げた。管理した北橋修二によると性格は神経質で食が細い面もあったが勝負根性があり道悪が上手かった。
1979年4月のレースを最後に競走馬を引退し、北海道新冠町の錦野牧場で繁殖牝馬となった。しかしまもなく錦野牧場は経営難に陥り1987年に倒産した。グリーンシャトーも人手に渡り複数の牧場を転々とすることとなり、1986年の秋よりマエコウファームで繋養されていたが、1987年7月に腸捻転を起こして死亡した。神経質な馬のため、この年は種付けをせず大事を取っている中での急死であった。

## 繁殖成績
錦野牧場の倒産と時を同じくして産駒のタマモクロスが連勝を開始し、重賞6勝（うちGI3勝）を記録、1988年JRA賞年度代表馬および最優秀5歳以上牡馬およびに選出された。さらにミヤマポピーが1988年のエリザベス女王杯を優勝した。

### 産駒一覧
- 1981年生 シャトーダンサー（牝）（父：ダンサーズイメージ）15勝（うち中央競馬3勝）
- 1982年生 タマモグリーン（牝）（父：サチモシロー）
- 1983年生 タマモロマン（牝）（父：ジムフレンチ）
- 1984年生 タマモクロス（牡）（父：シービークロス）（9勝、天皇賞（春・秋）、宝塚記念優勝）
- 1985年生 ミヤマポピー（牝）（父：カブラヤオー）（3勝、エリザベス女王杯優勝）
- 1986年生 チョウカイパレス（牡）（父：クリスタルパレス）
- 1987年生 （牡）（父：アーテイアス）

## エピソード
- 錦野牧場倒産後、牧場にいた繁殖牝馬はちりぢりばらばらになった。グリーンシャトーは消息が確認されたものの、他の牝馬はどこに行ったのかも不明である[4]。
- 錦野昌章は、たび重なる不渡りによりグリーンシャトーを手放すこととなったのは断腸の思いであり、自分がグリーンシャトーを殺したようなものだと語っている。また、神経質で気性が激しく、錦野以外の人間には頑として従わなかった馬であるため、見ず知らずのところへ移されて神経的に参ったのだろうと推測している[5]。
- グリーンシャトーの素晴らしい体つきには、マエコウファームの松本和夫が何故これほどの馬が売りに出されたのかを不思議に思うほどであった。また、「あれほどの牝馬は大手の牧場にだってそうざらにはいません。例えタマモクロスが走っていなくても、そのうちいい仔を出したはず」[3]と、タマモクロスが宝塚記念を勝利した後のインタビューで答えている。この言葉通り、同年の秋にはミヤマポピーがエリザベス女王杯を勝利した。
- グリーンシャトーは北橋が騎手時代に乗って3勝をあげ、4勝目は調教師としての北橋の初勝利となった。北橋夫人がプレゼント代わりにメロンを食べさせたところ、グリーンシャトーの大好物となった。それからというもの、カイバを食べなくてもメロンだけは食べた[3]。

## 血統表
| グリーンシャトーの血統ハイペリオン系 / Hyperion4×4=12.50% Son-in-law5×5=6.25% Pharos,Fairwey5×5=6.25%） | グリーンシャトーの血統ハイペリオン系 / Hyperion4×4=12.50% Son-in-law5×5=6.25% Pharos,Fairwey5×5=6.25%） | グリーンシャトーの血統ハイペリオン系 / Hyperion4×4=12.50% Son-in-law5×5=6.25% Pharos,Fairwey5×5=6.25%） | （血統表の出典）           | （血統表の出典） |
| 父 *シャトーゲイ Chateaugay 1960 栗毛                                                                   | 父の父Swaps                                                                                             | Khaled                                                                                                  | Hyperion                   | Hyperion         |
| 父 *シャトーゲイ Chateaugay 1960 栗毛                                                                   | 父の父Swaps                                                                                             | Khaled                                                                                                  | Eclair                     |                  |
| 父 *シャトーゲイ Chateaugay 1960 栗毛                                                                   | 父の父Swaps                                                                                             | Iron Reward                                                                                             | Beau Pere                  | Beau Pere        |
| 父 *シャトーゲイ Chateaugay 1960 栗毛                                                                   | 父の父Swaps                                                                                             | Iron Reward                                                                                             | Iron Maiden                |                  |
| 父 *シャトーゲイ Chateaugay 1960 栗毛                                                                   | 父の母Banquet Bell                                                                                      | Polynesian                                                                                              | Unbreakable                | Unbreakable      |
| 父 *シャトーゲイ Chateaugay 1960 栗毛                                                                   | 父の母Banquet Bell                                                                                      | Polynesian                                                                                              | Black Polly                |                  |
| 父 *シャトーゲイ Chateaugay 1960 栗毛                                                                   | 父の母Banquet Bell                                                                                      | Dinner Horn                                                                                             | Pot au Feu                 | Pot au Feu       |
| 父 *シャトーゲイ Chateaugay 1960 栗毛                                                                   | 父の母Banquet Bell                                                                                      | Dinner Horn                                                                                             | Tophorn                    |                  |
| 母 クインビー 1966 鹿毛                                                                                 | 母の父*テューダーペリオッド                                                                             | Owen Tudor                                                                                              | Hyperion                   | Hyperion         |
| 母 クインビー 1966 鹿毛                                                                                 | 母の父*テューダーペリオッド                                                                             | Owen Tudor                                                                                              | Mary Tudor                 |                  |
| 母 クインビー 1966 鹿毛                                                                                 | 母の父*テューダーペリオッド                                                                             | Cornice                                                                                                 | Epigram                    | Epigram          |
| 母 クインビー 1966 鹿毛                                                                                 | 母の父*テューダーペリオッド                                                                             | Cornice                                                                                                 | Cordon                     |                  |
| 母 クインビー 1966 鹿毛                                                                                 | 母の母コーサ                                                                                            | *ヒンドスタン                                                                                           | Bois Roussel               | Bois Roussel     |
| 母 クインビー 1966 鹿毛                                                                                 | 母の母コーサ                                                                                            | *ヒンドスタン                                                                                           | Sonibai                    |                  |
| 母 クインビー 1966 鹿毛                                                                                 | 母の母コーサ                                                                                            | *ミスチヤネル                                                                                           | Channel Swell              | Channel Swell    |
| 母 クインビー 1966 鹿毛                                                                                 | 母の母コーサ                                                                                            | *ミスチヤネル                                                                                           | Constant Chatter F-No.21-a |                  |